# Шермарк, Омар Абдирашид Али
Омар Абдирашид Али Шермарк (сомал. Cumar Cabdirashiid Cali Sharmaarke, араб. عمر عبد الرشيد علي شرماركي‎; род. 18 июня 1960, Могадишо, Банаадир, Сомали) — сомалийский государственный и политический деятель, дважды премьер-министр Сомали — с 14 февраля 2009 по 21 сентября 2010 года, и с 24 декабря 2014 года. Шармарк был вновь назначен премьер-министром Сомали. Его срок закончился 1 марта 2017 года и его преемником стал Хасан Али Хайре.

## Биография

### Молодые годы
Омар Абдирашид Али Шермарк родился 18 июня 1960 года в столице Сомали — Могадишо, расположенной в юго-восточной провинции Банаадир. Его отцом был 2-й президент и 3-й премьер-министр Сомали Абдирашид Али Шермарк, убитый своими телохранителями в преддверии военного переворота в 1969 году. Его матерью была Раджия Дахир Али Босс — дочь известного исламского сомалийского ученого. Его семья принадлежит к кланам Маджиртин, Харти, Дарод, и происходит из северо-восточного региона Пунтленд.
Окончив Сомалийский национальный университет со степенью бакалавра в области экономики, Омар Шермарк поступил в Карлтонском университете в Оттаве, где получил степень бакалавра в области политологии и политической экономии. Хотя его семья проживает в штате Виргиния в США, Шермарк имеет гражданство Сомали и Канады.

### Карьера

#### Начало
После получения образования, Шермарк работал в Центробанке Сомали и представительство компании «Coca-Cola». Позже он перешёл на работу в Центр неправительственных организаций для мира и инициатив развития в Канаде. В 2000 году Шемрак начал работать в дипломатических миссиях ООН, а именно в Шри-Ланке и Сьерра-Леоне и был политическим советником по вопросу Дарфурского конфликта в Судане. В 2008 году Шермарк был назначен послом Сомали в США, но не вступил в должность.

#### Первое премьерство
13 февраля 2009 года президент Сомали Шейх Шариф Ахмед на встрече в Джибути с Шермарком, назначил его на пост премьер-министра. Это решение получило широкую поддержку, в частности, пресс-секретарь движения «Союз исламских судов» описал Шермарка как «честного» человека, который должен принести «позитивные изменения». Политическими аналитиками данное назначение рассматривалось как успешная попытка укрепления поддержки Переходного федерального правительства и среди диаспор и внутри страны, а Шермарк считался тем, кто потенциально может преодолеть раскол между различными группами, конкурирующими за влияние в Сомали, так как проживал за границей, и, следовательно, не участвовал в местной политике. По мнению некоторых, в назначении Шермарка проявилось стремление завоевать благосклонность большого клана Дарод, к которому принадлежали сам Шермарк и уходящий президент Абдуллахи Юсуф Ахмед.
14 февраля парламентарии утвердили Шермарка на посту премьер-министра — 414 голосов «за», 9 «против» и 2 не участвовали в голосовании. В своей инаугурационной речи, Шермарк пообещал содействовать примирению и обеспечению единства Сомали. Однако, повстанцы «Харакат аш-Шабаб», ведущие войну против федерального правительства, осудили его избрание, а пресс-секретарь группировки сказал, что «незаконный верблюд никогда не рождает законных принципов».
21 февраля Шермарк назначил членов нового Совета министров, оставив ключевые посты для бывших оппозиционных законодателей, кандидатуры которых легко были одобрены парламентом, после чего Шермарк вместе с остальными членами федерального правительства переехал из Джибути в Могадишо.
В апреле и мае 2010 года между премьер-министром Шермарком и спикером парламента Аданом Мохамедом Нуром Мадобе, который завершился отставкой последнего спикера через голосование депутатов. Несмотря на то, что Мадобе согласился уйти с должности спикера, действующий президент Шариф объявил об отставке Шермарка и о своём намерении формирования нового правительства. Этот шаг поприветствовал Специальный представитель ООН по Сомали Ахмаду ульд Абдалла, близкий соратник и сторонник Шарифа, после чего попал под огонь критики за разрушительную роль в продолжающемся конфликте на юге страны, в том числе за вмешательство в местную политику и попытки продвижения иностранных интересов. В ответ на это Шермарк сообщил прессе, что Шариф не имеет права увольнять его, заявив, что останется на своём посту до того, как парламент вынесет вотум. Шермарк добавил, что «встречался с президентом и сообщил ему, что не подаю заявление об отставке, потому что его решение не поддерживается переходной хартией», и что «правительство формируется в соответствии с Конституцией и национальной хартией… 44 и 51 статьи конституции говорят, что правительство может быть распущено только через вотум недоверия парламентом. А парламент не проводил голосование против правительства».
17 мая Африканский союз призвал федеральных лидеров урегулировать свои разногласия и объединиться для решения продолжающегося конфликта. Между тем, сторонники Шермарка собрались на митинг в его защиту в северо-центральном регионе Мудуг. 20 мая президент Шариф отменил своё решение об увольнении Шермарка после консультации с юристами, заверившими его, что данное действие было действительно неконституционным. Однако, 26 мая, после очередного несогласия с Шермарком, Шариф вновь заявил о своём одностороннем плане назначить нового премьера. Соратники Шарифа сообщили, что президент пытался убедить Шермарка уйти в отставку, но он снова отказался, пообещав оставаться в должности до истечения конституционного срока. В то же время, президент Пунтленда Абдирахман Фароле попытался урегулировать спор, предупредив, что если он не будет решён мирным путём, то раскол может привести к окончательному краху переходного федерального правительства.
В сентябре 2010 года между Шермарком и Шарифом вновь возникли разногласия, на этот раз по проекту конституции, созданной при поддержке ООН, Европейского Союза и США. Шемарк хотел, чтобы документ был рассмотрен парламентом, в то время, как Шариф желал его вынесения на референдум. 14 сентября на встрече с депутатами и министрами в президентской резиденции, Шермарк указал, что будет приветствовать решение спора, но не уйдет в отставку. В заседании парламента на следующий день, Шариф просил «изменений» во временном правительстве, а некоторые депутаты призвали к вынесения премьер-министру вотума недоверия. Тем не менее, 18 сентября, новый спикер парламента Шариф Хасан Шейх Адан отменил заседание парламента, на котором ожидалось голосование по вотуму доверия. В ответ на раскол, представители ООН, Африканского союза и Межгосударственного органа по вопросам развития, уже пытавшиеся выступать в качестве посредников, выпустили совместное заявление, в котором сказано, что спор является бесполезным и пагубным. Президент Пунтленда Абдирахман Фароле снова призвал лидеров федерального правительства отложить в сторону свои разногласия ради страны. В о же время, некоторые критики обвиняли президента Шарифа в намерении добиться отставки Шермарка для того, чтобы остаться у власти после истечения своего срока в августе 2011 года.
21 сентября 2010 года, на пресс-конференции с участием членов парламента и кабинета министров, Шермарк объявил о своём уходе с поста премьер-министра Сомали, отметив, что борьба с президентом показала «уязвимость» политики страны, вследствие чего он решил «спасти нацию» путём добровольной отставки с должности. Президент Шариф Шейх Ахмед отметил, что именно благодаря историческому решению Шармарке политические разногласия в стране были урегулированы без вмешательства извне. По мнению аналитиков, эта политическая борьба между президентом и премьером поставила под угрозу способность правительства сосредоточить внимание на безопасности.

#### После отставки
В 2013 году Шермарк помог создать временную администрацию в Джубаленде.
В июле 2014 года Шермарк был назначен послом Сомали в США. 14 июля он прибыл в Вашингтон и вручил верительную грамоту, в связи с чем официальный представитель Государственного департамента США Дженнифер Псаки отметила, что Шермарк стал «первым послом Сомали в США за более чем двадцать лет», что сигнализирует о «достижениях в продвижении американо-сомалийских отношений».

#### Второе премьерство
17 декабря 2014 года на церемонии в президентском дворце в Могадишо президент Хасан Шейх Махмуд назначил Шермарка на пост премьер-министра Сомали, взамен Абдивели Шейха Ахмеда, отстранённого от должности Федеральным парламентом 6 декабря после конфликта с президентом о реорганизации кабинета министров, пробыв чуть более года в должности. Махмуд указал, что назначил Шермарка по собственной воле и по рекомендации местных и международных партнёров, высоко оценив его роль в укреплении дипломатических отношений между правительствами Сомали и США во время своего краткого пребывания на посту посла. На церемонии назначения, Шермарк пообещал сформировать правительство на широкой основе и работать над достижением целей, закрепленных в «Концепции 2016 года». Региональные администрации Пунтленда и Джубаленда, а также Специальный представитель Африканского союза по Сомали и посол Германии в Сомали выпустили заявления для прессы, в которых поприветствовали его назначение
24 декабря парламент утвердил кандидатуру Шермарка на должность премьера. По данным спикера парламента Мохаммеда Османа Джавари, из 224 депутатов, присутствующих на заседании, 218 проголосовали «за», никто из депутатов не проголосовал против или воздержался, но шесть из них покинули зал. Официальный представитель генерального секретаря ООН Пан Ги Муна Стефен Дюжаррик поприветствовал назначение Шермарка на пост премьера в качестве «шага на пути к решению нынешнего политического кризиса в стране». Главы миссий Европейского Союза в Сомали призвали к формированию всеохватывающего и представительного правительства на широкой основе, призвав объединиться все заинтересованные стороны в сохранении существующего прогресса. Официальный представитель Государственного департамента США Дженнифер Псаки призвала «президента, премьер-министра, парламент и совет министров добиться прогресса в направлении реализации целей, имеющих критически важное значение для нации», отметив, что «Соединенные Штаты по-прежнему привержены поддержке правительства Сомали» и «ждут укрепления нашего важного партнерства с Сомали». На следующий день, боевики Аш-Шабаб напали на базу «Халане» Африканского союза в Могадишо, убив трёх миротворцев и гражданского подрядчика. Пять боевиков были убиты ответным огнём, а несколько взяты в плен.
25 декабря Шермарк официально вступил в должность на «Вилле Сомали» в присутствии президента, уходящих членов кабинета министров и парламентариев. Бывший премьер-министр Абдивели Шейх Ахмед призвал новую администрацию и парламент работать вместе для выполнения задач в рамках «Концепции 2016 года», а Шермарк и Махмуд похвалили правительство Ахмеда, отметив его различные достижения во внутренней и внешней политике. Шермарк стал третьим премьер-министром за последние три года, и согласно временной конституции, должен сформировать новый кабинет министров в течение 30 дней. В связи с этим, генеральный секретарь ООН Пан Ги Мун призвал сформировать правительство при полном участии женщин.